# Comostola virago
Comostola virago là một loài bướm đêm trong họ Geometridae.